# گو شینا
گو شینا (انگلیسی: Go Shiina؛ زادهٔ ۱۶ مهٔ ۱۹۷۴) آهنگساز اهل ژاپن است. وی از سال ۱۹۹۸ میلادی تاکنون مشغول فعالیت بوده‌است.